# Venezuela Aid Live
Venezuela Aid Live, denominado en castellano como Música por Venezuela: Ayuda y Libertad, fue un concierto benéfico organizado por Richard Branson y celebrado el 22 de febrero de 2019 en el Puente Internacional Tienditas, en Cúcuta (Colombia), paso fronterizo hacia Venezuela. Tuvo como lema la frase: «Dejen que las estrellas brillen para todos».
De acuerdo a la cifra entregada por las autoridades, la asistencia fue de 317 000 personas, mientras que las estimaciones de los organizadores entregaron un número cercano a las 300 000 personas, lo que es replicado por diversos medios de prensa como El Comercio, AS, RCN y PanamáOn. El Washington Post es más conservador, indicando una cantidad de 200 000 asistentes. En el concierto se producen proclamas de los asistentes solicitando «libertad para Venezuela» y que el actual gobierno de Nicolás Maduro desbloquease el acceso a la ayuda humanitaria de la comunidad internacional.

## Organización
Richard Branson anunció el 14 de febrero de 2019 que su inspiración para organizar un concierto benéfico fue Juan Guaidó y Leopoldo López, exigiendo la entrada de ayuda humanitaria a Venezuela durante la crisis presidencial venezolana de 2019, contando con el apoyo y participación de distintos líderes políticos de varios estados de Venezuela, quienes lideraban el ingreso de la Ayuda Humanitaria a Venezuela, la cual se realizaría por medio de los puentes internacionales de la Tiendita y Simón Bolívar en San Antonio y Ureña en el Estado Fronterizo del Táchira, todos ellos apoyando la organización del evento el cual estaba destinado a lograr el ingreso de la Ayuda Humanitaria la cual serviría para ayudar a resolver la situación social que vivía Venezuela por la crisis política que vive desde años anteriores, entre estos líderes políticos podemos mencionar a Ismael Garcia, David Smolansky, Freddy Superlano, Wilmer Azuaje, Lester Toledo, Gaby Arellano, Julio César Reyes, Roberto Marrero, Luis Somoza, Frenchi Diaz, Emilio Graterón. El concierto, previsto para el 22 de febrero, siguió el modelo del Concierto para Bangladesh y Live Aid. Tendría lugar en Cúcuta, una ciudad colombiana fronteriza con Venezuela, y el sitio del concierto sería en el puente San Martín, a poca distancia del Puente Internacional Simón Bolívar. Sin embargo, la ubicación fue cambiada al Puente Internacional Tienditas.
Otros organizadores del concierto en Colombia fueron los empresarios Ricardo Leyva, Bruno y Fernán Ocampo. Habían dicho a la revista Billboard que el concierto sería financiado en su totalidad a mediante donaciones.

### Propósito
Branson dijo que el evento serviría para recaudar fondos benéficos, presionar al gobierno de Nicolás Maduro para permitir la entrada al país sudamericano de ayuda humanitaria que actualmente es financiada por varias naciones y se encuentra almacenada en Cúcuta, y para crear conciencia internacional sobre la crisis en Venezuela. Ha estimado que la donaciones pueden llegar a los «100 millones de dólares en 60 días».
Billboard informó que el concierto se organizaría para recaudar fondos, crear conciencia y promover la reapertura de la frontera. El sitio web enumeró cinco grupos demográficos en Venezuela a los que el concierto pretendía ayudar: niños que pasan hambre todos los días, ancianos que se encuentran en riesgo de muerte debido a la falta de medicamentos, padres y madres a los que no les alcanza el salario para proveer a sus familias, jóvenes que son perseguidos injustamente y a la población en general que merece una vida en paz. En una declaración de Virgin, Branson criticó el «régimen» de Maduro por rechazar la ayuda humanitaria.
En un comunicado de prensa de los organizadores, se informó que todo el dinero donado a la causa se entregaría en ayuda humanitaria al pueblo de Venezuela.

## Promoción
Branson anunció que el concierto contaría con una «fantástica alineación de los mejores artistas latinoamericanos y mundiales», y se transmitiría en vivo en todo el mundo. Branson también declaró que sería «un hermoso concierto».
En el sitio web del concierto se presentó la historia de un joven que observa a su madre sufrir de dolor por cáncer, afirmando que el 50 % de los pacientes con cáncer en Venezuela no reciben tratamiento.

## Artistas
Tocaron artistas de diferentes partes del mundo, entre ellos principalmente, colombianos y venezolanos. Branson se unió a algunos en el escenario. Lele Pons, Luis Chataing, George Harris, Patricia Velásquez, Patricia Zavala, Nelson Bustamante, Caterina Valentino, Camila Canabal, Erika de La Vega, Markos Pérez entre otros, animaron el evento en vivo. 
Las puertas se abrieron a las 11:00 a. m. para el «macroconcierto», realizándose presentaciones hasta las 6:00 p. m., con una duración de siete horas. Los artistas que se presentaron fueron los siguientes:
- Alejandro Sanz
- Alesso
- Camilo Echeverry
- Carlos Baute
- Carlos Vives
- Cholo Valderrama
- Chyno Miranda
- Danny Ocean
- Diego Torres
- Fonseca
- Gusi
- Jencarlos Canela
- Jorge Glem
- Jorge Villamizar
- José Luis Rodríguez "El Puma"
- Juan Luis Guerra
- Juanes
- Lele Pons
- Luis Fonsi
- Maluma
- Maná
- Mau y Ricky
- Miguel Bosé
- Nacho
- Paulina Rubio
- Reik
- Reymar Perdomo
- Reynaldo Armas
- Ricardo Montaner
- Rudy Mancuso
- Santiago Cruz
- Silvestre Dangond

Nota: Franco de Vita no asistió al concierto por falta de espacio para su presentación, posteriormente habría especificado que su ausencia fue por incongruencias de la oposición política hacía la figura de Maduro. Peter Gabriel y Anitta en un principio dijeron que asistirían, pero finalmente no lo hicieron.

## Actuaciones

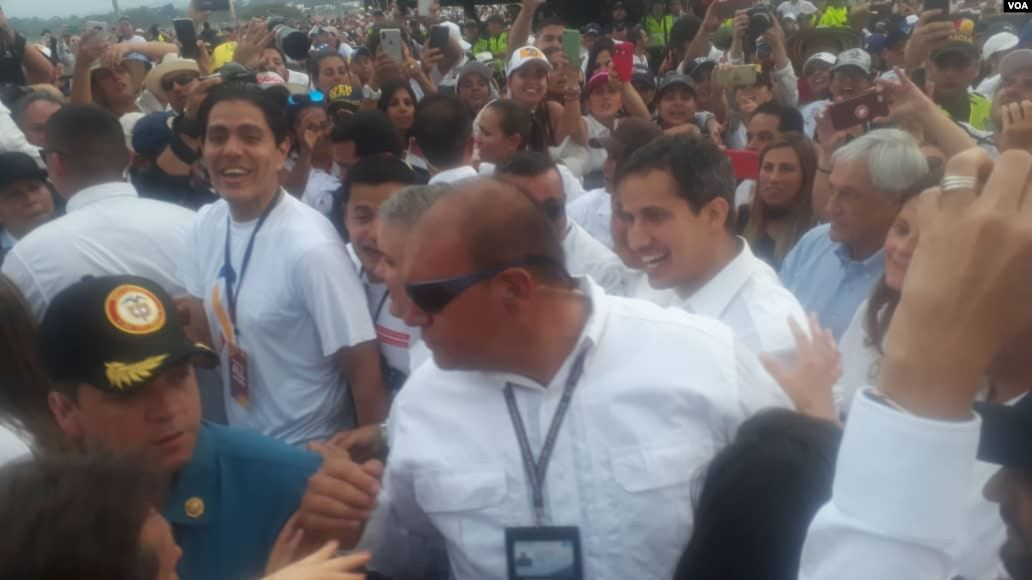
Juan Guaidó en el evento.

Durante su actuación, Miguel Bosé dirigió los comentarios a la comisionada por los Derechos Humanos de las Naciones Unidas, Michelle Bachelet, diciéndole que «mueva sus nalgas y venga a ver qué está pasando» en Venezuela. También dirigió comentarios a  Nicolás Maduro, diciendo que los venezolanos lo querían era que se fuera y que «debería ser capturado y acusado de crímenes de lesa humanidad», y, en otra referencia a Nicolás Maduro, dijo que «Venezuela no le pertenece a él ni a sus narcos».
Paulina Rubio expresó su orgullo de estar presente y agradeció a los venezolanos por «creer que el cambio es posible», mientras que Silvestre Dangond dijo que era un honor poder contribuir con esta bella causa. Diego Torres dijo: «somos artistas unidos sin ninguna bandera política y estamos aquí para ayudar a las personas que lo necesitan. Es importante nunca bajar los brazos».
Luego de la presentación de Torres, el orador motivacional mexicano Daniel Habif subió al escenario para presentar lo que el periódico mexicano Milenio llamó el «momento más conmovedor del concierto». Dijo que «esta situación no es la muerte de Venezuela, sino su nacimiento ante el mundo». Hablando ante una multitud que hizo llorar, dijo: «Tú, Nicolás [Maduro], te pudriste antes de madurar», y «la fe se ha activado como un cañón».
Carlos Baute lo llamó «un día mágico para construir puentes de esperanza», y agregó: «No solo estamos aquí para abrir el canal humanitario, sino porque mañana seremos libres».

## Críticas y controversias
El cantante británico Roger Waters, exmiembro de la banda Pink Floyd, calificó al concierto de «injerencista». Por otro lado, el logo del concierto fue cuestionado por incluir en los límites territoriales venezolanos a la Guayana Esequiba, territorio en disputa con la República Cooperativa de Guyana, nación que ocupa y controla ese territorio de facto.

## Concierto Hands Off Venezuela
El gobierno de Nicolás Maduro respondió diciendo que celebraría un "concierto rival" en el lado venezolano de la frontera, que recibiría el nombre de Hands Off Venezuela, y se desarrollaría específicamente en el Puente Internacional Simón Bolívar los días 22 y 23 de febrero. El eslogan para el concierto es «Para la guerra, nada». El ministro de información, Jorge Rodríguez, dijo que el gobierno distribuiría 20 000 cajas de alimentos subsidiados de los Comités Locales de Suministro y Producción (CLAP) a los residentes pobres de Cúcuta, y se brindaría atención médica gratuita a colombianos y venezolanos. El 20 de febrero, Darío Vivas anunció que el sitio del concierto sería en el mismo Puente Internacional Tienditas, a solo 300 metros del escenario del concierto en Colombia. Hasta el 19 de febrero, ningún artista había confirmado su actuación.
El músico puertorriqueño Willie González rechazó un contrato para participar en "Hands Off Venezuela", diciendo que «tiene la fortuna de no necesitar el dinero y que su dignidad es más importante para él que el dinero», también señaló en su cuenta de la red social Instagram que «no es político... pero es humano». Según Venezuela al Día, el rechazo de González al contrato, diciendo que no necesitaba el dinero, fue una indicación de que el dinero de Venezuela se estaría utilizando para financiar el concierto; mientras que el concierto Música por Venezuela: Ayuda y Libertad de Branson es financiado por donaciones. También el grupo de música venezolana Serenata Guayanesa y el dúo Servando y Florentino negaron su participación en este concierto.
Juan Guaidó declaró que este concierto era "una broma cínica", diciendo: «...Hay que estar muy desdoblado de la realidad para burlarse de esa manera de los venezolanos, burlarse de la necesidad del pueblo de Venezuela».
Los artistas que en lista se tenían que presentar en el Hands Off Venezuela fueron: Jump, Omar Enrique, Omar Acedo, Las Chicas del Can, Hany Kauam, Banny Kosta, Armando Martínez, Cristóbal Jiménez, Alexander Viana, Luis Lozada (El Cubiro), Pedrito Sandoval, Maira Castellanos, Casino, Paul Gillman, Nou Vin Lakay, Dame Pa’ Matala, Campesino Rap, Canta pa’l Barrio, Loxxico, Invisibles, Briper Bailarines Dance Hall, Breaking, Waacking, Kron, All Style, Skaracas, Mundito y la Big Band, El Pacto, Sandino, Colibrí del Chiquero, Gino González, Amaranta Pérez, Los Revelaos, Pueblo Cimarrón, Bituaya, Los Federales, Dj Yeko, Sistema Sonoro Tiuna, Chucho, Ali Velásquez, Ali Alejandro Primera y el dueto Surconciente. La orquesta dominicana Las Chicas del Can anunció que jamás fueron invitadas y Omar Enrique un día antes del concierto declinó participar.

## Transmisión
El concierto fue transmitido en vivo por Internet, con el objetivo de recaudar fondos a través de las donaciones del sitio web. La única página web autorizada para donaciones es el sitio web oficial en www.VenezuelaAidLive.com. El realizador de la señal televisiva fue el español Enrique Rodríguez Villanueva (Kike Rodríguez). Varios canales de televisión por suscripción informaron que transmitirían el concierto en vivo:
- MTV Latinoamérica
- Teleamazonas[49]
- RCN Televisión[50]
- Caracol Televisión[51]
- Canal 1[52]
- Red Más[53]
- Canal TRO
- Telemundo[54]
- Antena 3[55]
- VH1 Latino[56]
- National Geographic[56]
- Telehit[57]
- Telemicro[58]
- Telecentro
- Telepacífico[59]
- Canal 26[60]
- Cable Noticias

### Censura
Varios usuarios de la red social Twitter reportaron que el gobierno de Nicolás Maduro a través de la Comisión Nacional de Telecomunicaciones de Venezuela (Conatel) había sacado del aire a los canales Antena 3 Internacional y National Geographic por transmitir el concierto, obligando a los proveedores de señal de televisión por suscripción como DirecTV e Intercable a sacarlos de su parrilla de programación. De igual forma la organización NetBlocks informó sobre el bloqueo de las plataformas YouTube, Google y Bing por parte de CANTV. Posteriormente, los proveedores de televisión por suscripción recibieron la autorización para reanudar las transmisiones de Antena 3 Internacional y National Geographic en territorio venezolano.